# Особняк Гольберга
Особняк Гольберга — триповерхова будівля в Харкові, побудована в 1915 році і належала купцеві першої гільдії Григорію Гольбергу . Перебуває за адресою вул. Гольдбергівська, 104. У пострадянський час в ньому розташовується санітарно-епідеміологічна служба Харкова. Пам'ятка архітектури місцевого значення.

## Історія
Будівля була побудована на вулиці Заїківській, довгий час перебувала в пустельній і малонаселеній місцевості. Розташований між Заїківкою і Левадою район був недалеко від центру, проте пустував через складнощі в сполученні. Лише в кінці XIX століття після будівництва кінно-залізної дороги місцеві ділянки почали представляти інтерес для покупців. Деякі з них придбала купецька сім'я Гольбергів, найуспішнішим з яких був Григорій Йосипович Гольберг. Саме він організував будівництво Трьохсвятительського храму і пожертвував на це чималу суму грошей. Коли будівництво церкви наближалося до кінця, навпроти неї Гольберг вирішив побудувати власний новий особняк.
Проект був доручений архітектору Віктору Абрамовичу Естровичу і витриманий в стилі романтичного модерну. Будівництво особняка було закінчено в 1915 році. Будівля з двох поверхів нагадувала середньовічний замок з циліндричною вежею біля входу, вертикальними віконними прорізами і підтримуваними консолями балконами. На кронштейні даху була фігура Георгія Побідоносця. На фасаді також розташовувалася скульптура Гермеса. Будівля розташовувалася за адресою: вулиця Заїківська, будинок № 104.
Після Жовтневої революції купець був змушений тікати з міста і його доля залишилася невідомою. Сама будівля використовувалася радянською владою для розміщення державних установ. Особняк залишився практично недоторканим і після Другої світової війни. Пізніше в будівлі розмістилася міська санітарно-епідеміологічна служба.

## Галерея

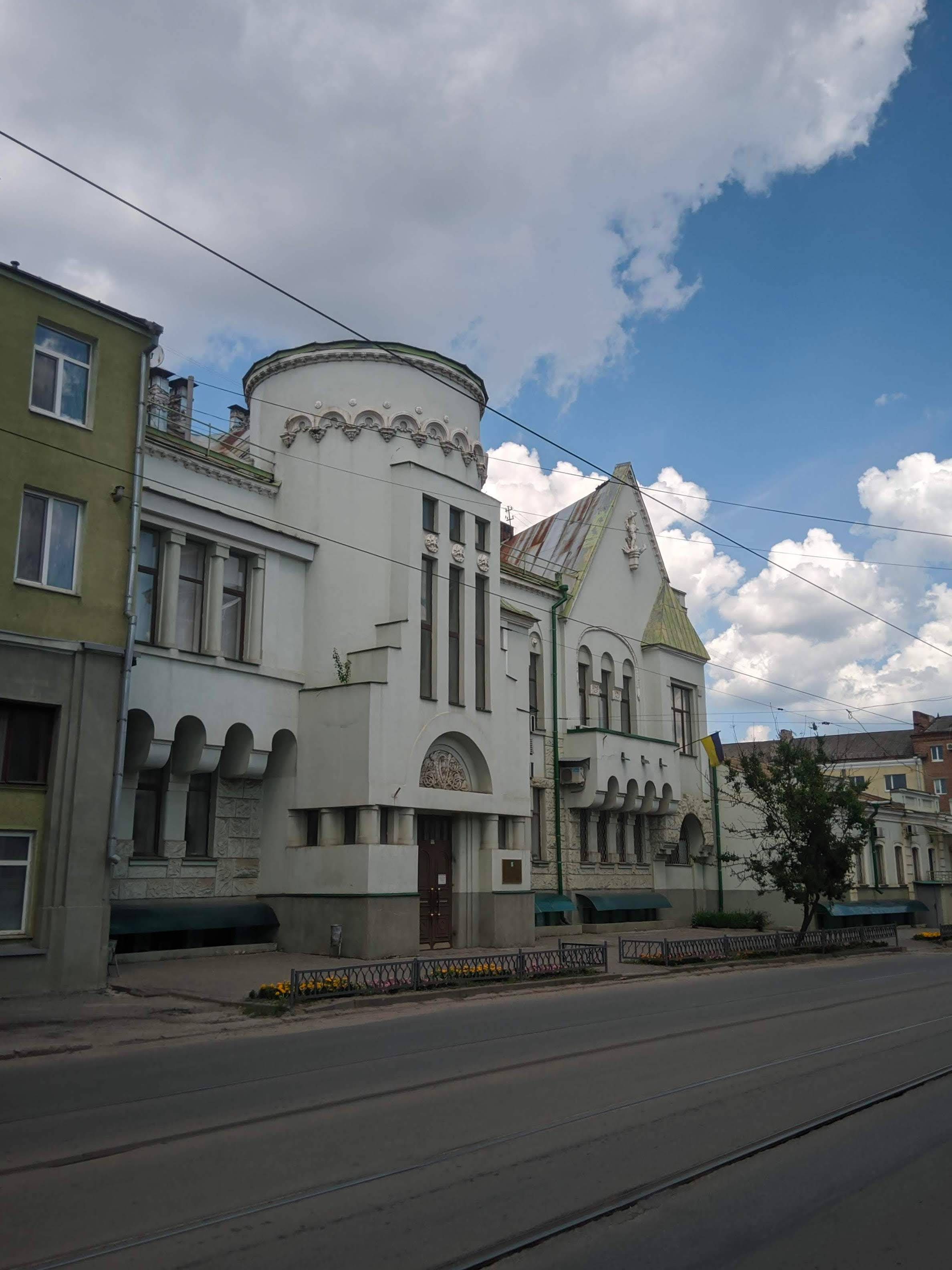
Загальний фигляд фасаду
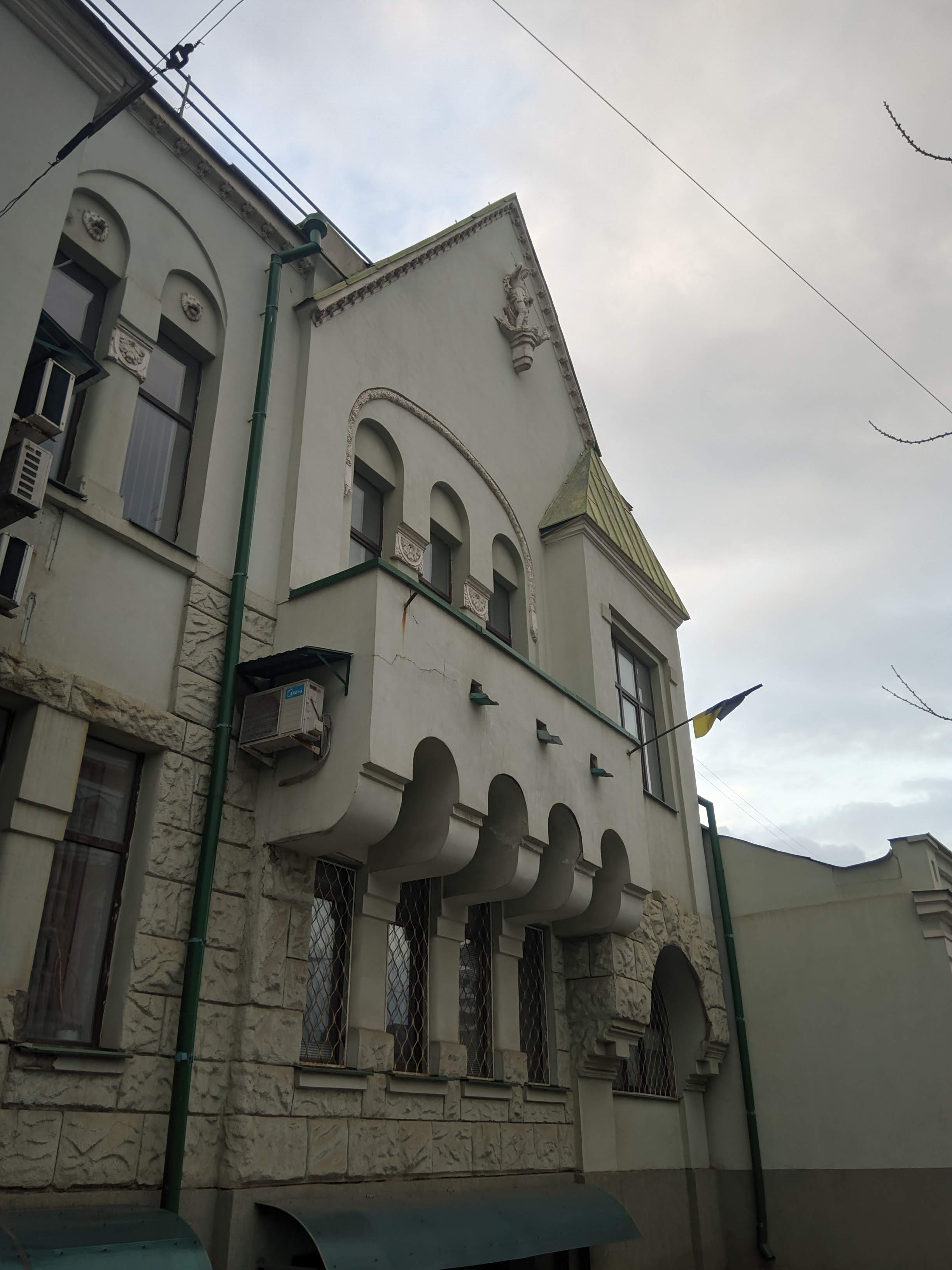
Деталі фасаду
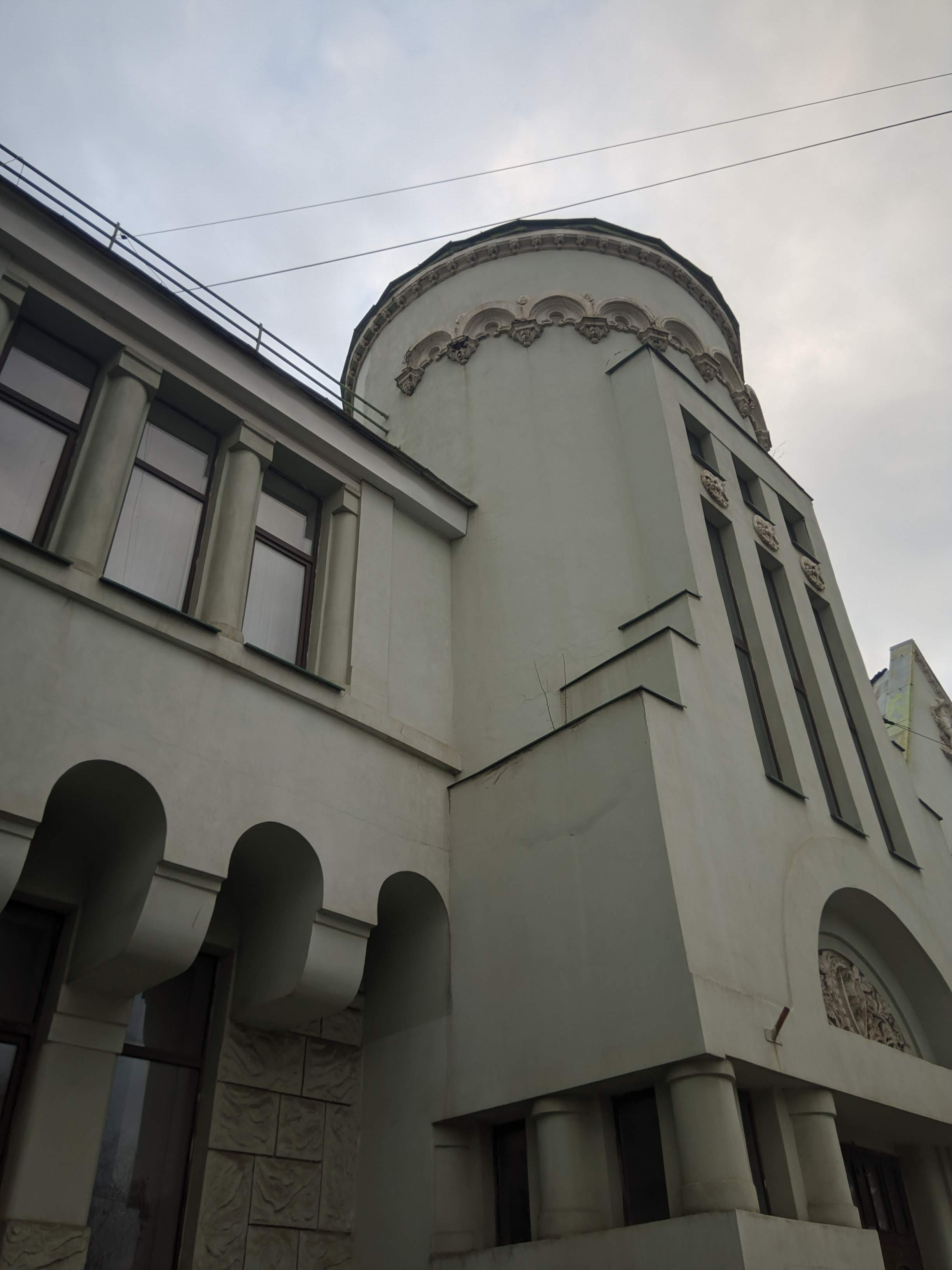
Деталі фасаду